# Нивелон де Кьерзи
Нивелон I де Кьерзи (фр. Nivelon de Quierzy или de Cherisy; умер 13 сентября 1207) — епископ Суассона (1176—1207), папский легат в армии крестоносцев Четвёртого крестового похода (1203—1204). Умер по дороге в Левант.

## Биография

### Участник крестового похода
Ключевая фигура Четвёртого крестового похода. Один из первых он принял крест в конце 1199-начале 1200 г. Один раз в 1200 г. и два раза в 1201 г. собирал в Суассоне «парламент» из знати Франции с целью планирования предстоящего Четвёртого крестового похода, на последнем собрании он лично прикрепил крест на плечо маркиза Бонифация Монферратского.
Был представителем крестоносцев (одним из четырёх вместе с Жаном Нуайонским, Жаном Фриэзским и Робером де Бов) в Риме по вопросу их отлучения за нападение на христианский город Задар 24 ноября 1202 г. по наущению Венеции. Миссию он выполнил успешно.
Уговорил лидеров крестоносцев сохранить втайне от войска и пилигримов запрет римского папы на изменение цели похода и направление армии на Константинополь.
11 апреля 1204 г. (перед штурмом Константинополя) произнес речь, в которой назвал предстоящий бой «справедливым воздаянием в глазах Божиих», считая греков «предателями» и «схизматиками».
В субботу 12 апреля 1204 г. корабль, принадлежащий Нивелону, под названием «Рай» возглавил морскую операцию и стал одним из двух судов, которые прорвались к стенам Константинополя. Как только город был захвачен, Нивелон вошёл в число 11 выборщиков, присудивших византийскую императорскую корону Балдуину (Бодуэну) I Фландрскому, а затем огласил решение перед собравшимися.
По особой булле римского папы Иннокентия III был рукоположён в сан архиепископа Фессалоникийского в 1205 г. (то есть имел одновременно две епископальные кафедры) с оговоркой, что он совмещает их, пока в Латино-Иерусалимском королевстве не наступит порядок.
Так как дела там становились все хуже, Нивелона послали в Европу за подкреплением в составе делегации (вместе с Николаусом Маильским, Иоанном Блиатским и Генрихом Фландрским). Нивелон намеревался вернуться с новыми пилигримами из Фландрии и Иль-де-Франса. Уже по дороге назад он и умер 13 сентября 1207 г. в Апулии.
Участвовал в ограблении и присвоении константинопольских святынь (из Буколеона и др. дворцов), в том числе присвоил терновый венец Господний, покрывало Пресвятой Девы, главу Иоанна Предтечи, два кусочка Креста Господня.
Аббатству Нотр-Дам-де-Суассон (собор св. Гервы и Проты), заложенному в 1176 г. на земле, принадлежащей Нивелону, епископ привез из Константинополя и подарил целый список священных реликвий, в том числе пояс Пречистой Девы, кусочек её кровати и часть пелёнки Младенца Иисуса.
Упоминается в хронике Суассонского анонима «О земле Иерусалимской и каким образом доставлены были в эту церковь реликвии из города Константинополя» (De terra iherosolymitana et quomodo ab urbe constanopolitana ad hanc ecclesiam allate sunt relique) и Жоффруа Виллардуэна «Завоевание Константинополя».

### Семья
Известно, что племянница Нивелона была настоятельницей аббатства Нотр-Дам-де-Суассон.
Также известно, что в штурме Константинополя на корабле «Рай» участвовал родственник (член семьи) Нивелона — Андрэ д`Юрбуаз (де Дюрбуаз).